# Jean-Baptiste Dewin
Jean-Baptiste Dewin (Hamburg, 6 juli 1873 - Brussel, 13 juli 1948) is een Belgische architect in art-nouveau- en art-deco-stijl die hoofdzakelijk in Brussel actief was.

## Biografie
Jean-Baptiste Dewin werd opgeleid door de architect Georges Hobé. Vóór Dewin zich inschreef voor de Koninklijke Academie voor Schone Kunsten van Brussel was hij metselaar en stukadoor.
In 1905 ontwierp hij voor chirurg Antoine Depage het Chirurgisch Instituut Berkendael aan het Brugmannplein in Elsene. Het is het eerste van een lange reeks ontwerpen van instellingen van medische aard: kraamklinieken, medische instituten, tandheelkundige klinieken, ziekenhuizen, rusthuizen, die culmineerde in het nieuwe Sint-Pietersziekenhuis (1922-1935), grotendeels geïnspireerd op Angelsaksise voorbeelden. In zijn ontwerpen besteedde hij bijzondere aandacht aan de psychologische omstandigheden van het onthaal en de behandeling van de patiënten door de keuze van de materialen, de verzorgde uitvoering, de verfijnde decoratie en de kwaliteit van het licht.
Dewin's carrière bewoog zich voor een groot deel in de Molière-Longschamps wijk in Elsene, ook wel bekend als het Berkendaalkwartier. Een aantal van de bekende huizen aan de Molièrelaan zijn door hem ontworpen; ook heeft hij daar voor een groot deel van zijn leven zelf gewoond in het "Vorst-gedeelte".

## Stijl
Jean-Baptiste Dewin maakt deel uit van de tweede generatie architecten van de geometrische art nouveau, een stroming die werd ingezet door Paul Hankar, in tegenstelling tot de "florale art nouveau" stijl van Victor Horta. Dewin maakt hierbij gebruik van uitbundig witte bakstenen, mozaïeken en sgraffitotechnieken.
Beïnvloed door Hankar en de Wiener Secession, evolueerde Jean-Baptiste Dewin na 1920 naar de art deco. Hij was de leermeester van meerdere Brusselse art deco of modernistische architecten, zoals Jean-Jules Eggericx, Louis Herman De Koninck en Jacques Obozinski.

## Bouwwerken

### Geometrische art-nouveaustijl
- 1904: woonhuis Leopold II-laan 215, Sint-Jans-Molenbeek
- 1905: chirurgisch instituut Berkendael of Instituut Dokter Depage, later deel van Medisch Instituut Rode Kruis, Brugmannplein 29 in Elsene, beschermd sinds 2006
- 1906: woonhuizen Brugmannlaan 408-410, Ukkel
- 1907: Persoonlijk woonhuis van Jean-Baptiste Dewin, aan de Molièrelaan 151, Vorst, beschermd sinds 2007
- 1909: Jubelfeestlaan 157, Sint-Jans-Molenbeek; huis versierd met een mozaïek in de vorm van een pauw
- 1910: woonhuis Bruno Schmidt, Molièrelaan 172, Elsene, beschermd sinds 1996
- 1910: woonhuis Winston Churchillaan 110 en Mariannestraat 69, Ukkel, beschermd sinds 2010; huis versierd met mozaïeken, inclusief beeltenissen van vlinders en rammen
- 1912: oogheelkundige kliniek van dokter Coppez, Tervurenlaan 68-70, in Etterbeek, beschermd sinds 2006
- 1913: tandheelkundige school, Steenweg op Etterbeek 166, Etterbeek
- verpleegstersschool, op de hoek van Marie Depagelaan Edith Cavelllaan (inmiddels verdwenen en plaatsgemaakt voor het Edith Cavell Ziekenhuis)
- 1922: home voor kinderen met tuberculose te Bredene

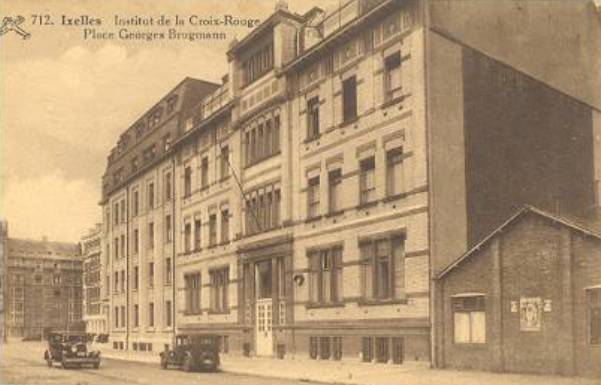
Kliniek Dokter Depage
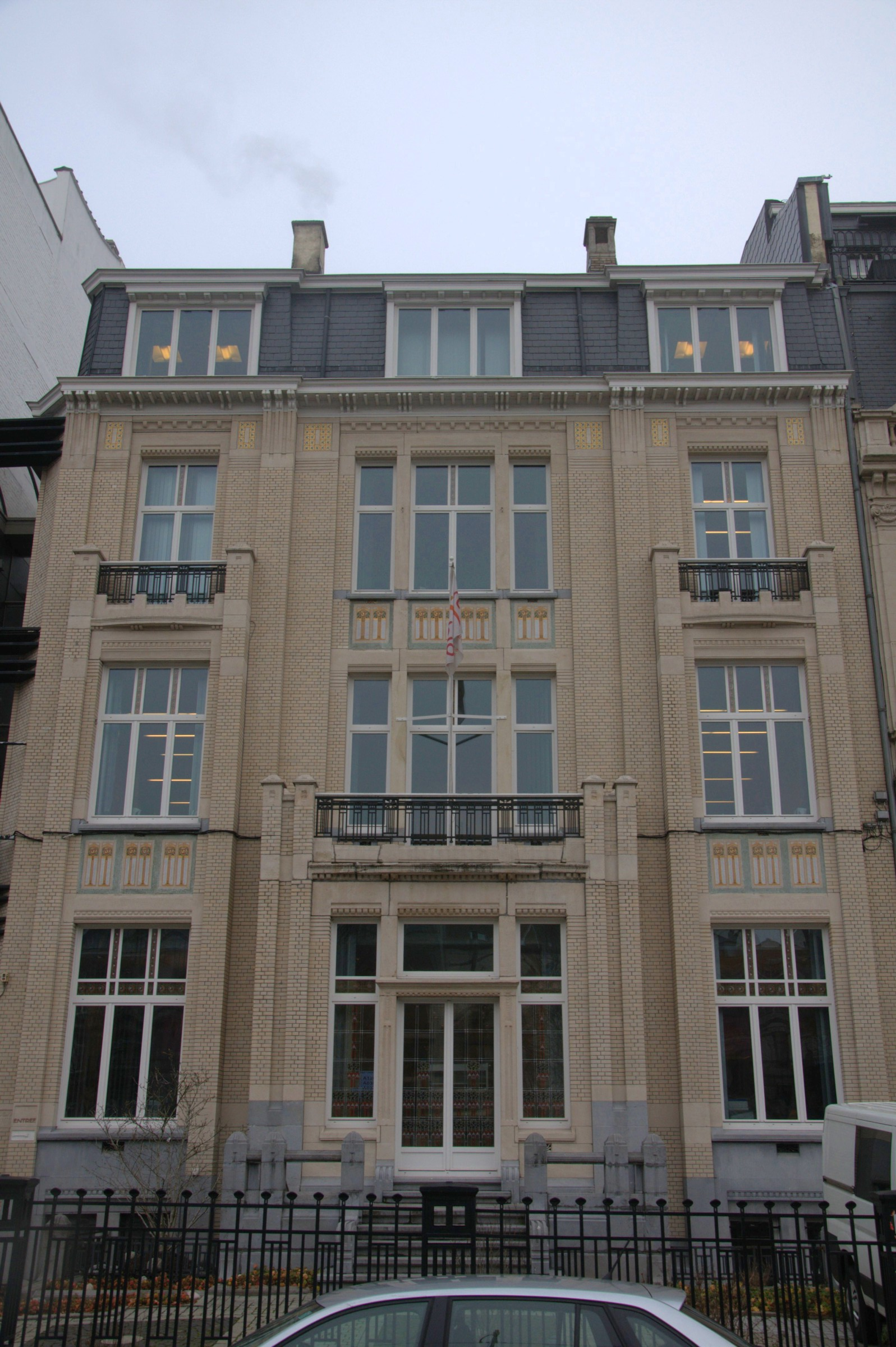
Oogheelkundige kliniek dokter Coppez
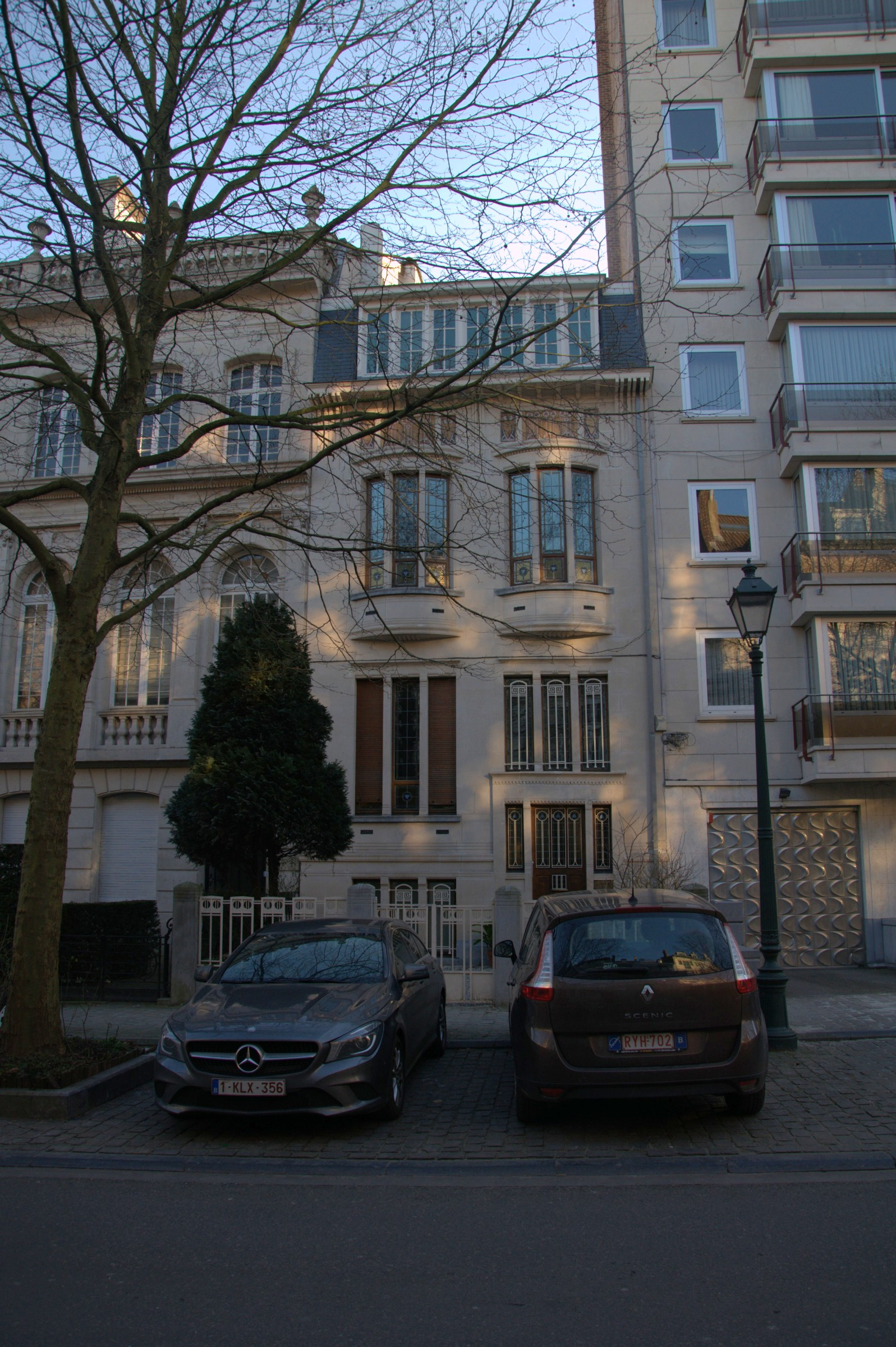
Persoonlijk woonhuis Dewin
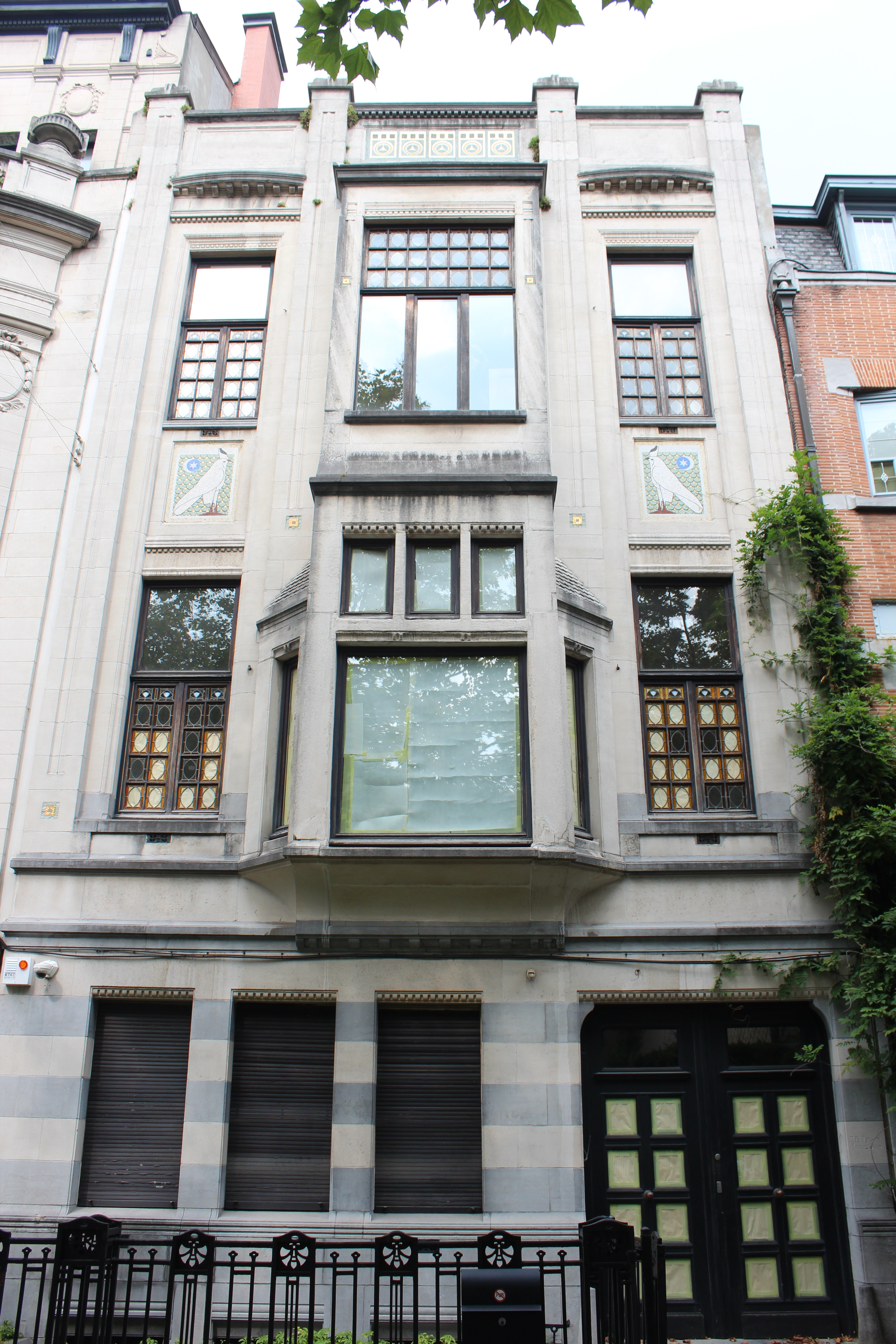
Huis Bruno Schmidt

### Art-decostijl
- 1921: Sociale woningen aan Emile Delvastraat 79-81 in Laken, beschermd sinds 1995
- 1921: Sociale woningen aan de Fransmanstraat 94 in Laken, beschermd sinds 1995
- 1922: woonhuizen Molièrelaan 269 en 271 in Elsene
- 1923: Paul Hymanslaan 31 en 33 in Sint-Lambrechts-Woluwe
- 1924: villa op de Beverlaai 10 in Kortrijk, beschermd sinds 2003
- 1926: Medisch-Chirurgisch Instituut en Gezondheidscentrum, deel van het complex van het Rode Kruis, op de hoek van het Brugmannplein en de Joseph Stallaertstraat, beschermd sinds 2006
- 1926: Monument voor Dokter Depage met sculptuur door beeldhouwer Godefroid Devreese
- 1926: Franz Merjaystraat 112, Elsene
- 1927: Jubelfeestlaan 86-88 et Henri Hollevoetlaan 1-5 in Sint-Jans-Molenbeek
- 1927-1928: Montjoielaan 241
- 1926-1932: het nieuwe Sint-Pietersziekenhuis, Hoogstraat 296A-322 in Brussel
- 1932: kraamkliniek Elsene, Leon Cuissezstraat 30 in Elsene
- 1932: Lambermontlaan 242A in Schaarbeek
- 1930-1935: Evariste De Meersmanlaan 34 in Sint-Agatha-Berchem
- 1926-1936: Gemeentehuis van Vorst, Pastoorstraat 2 in Vorst, beschermd sinds 1991

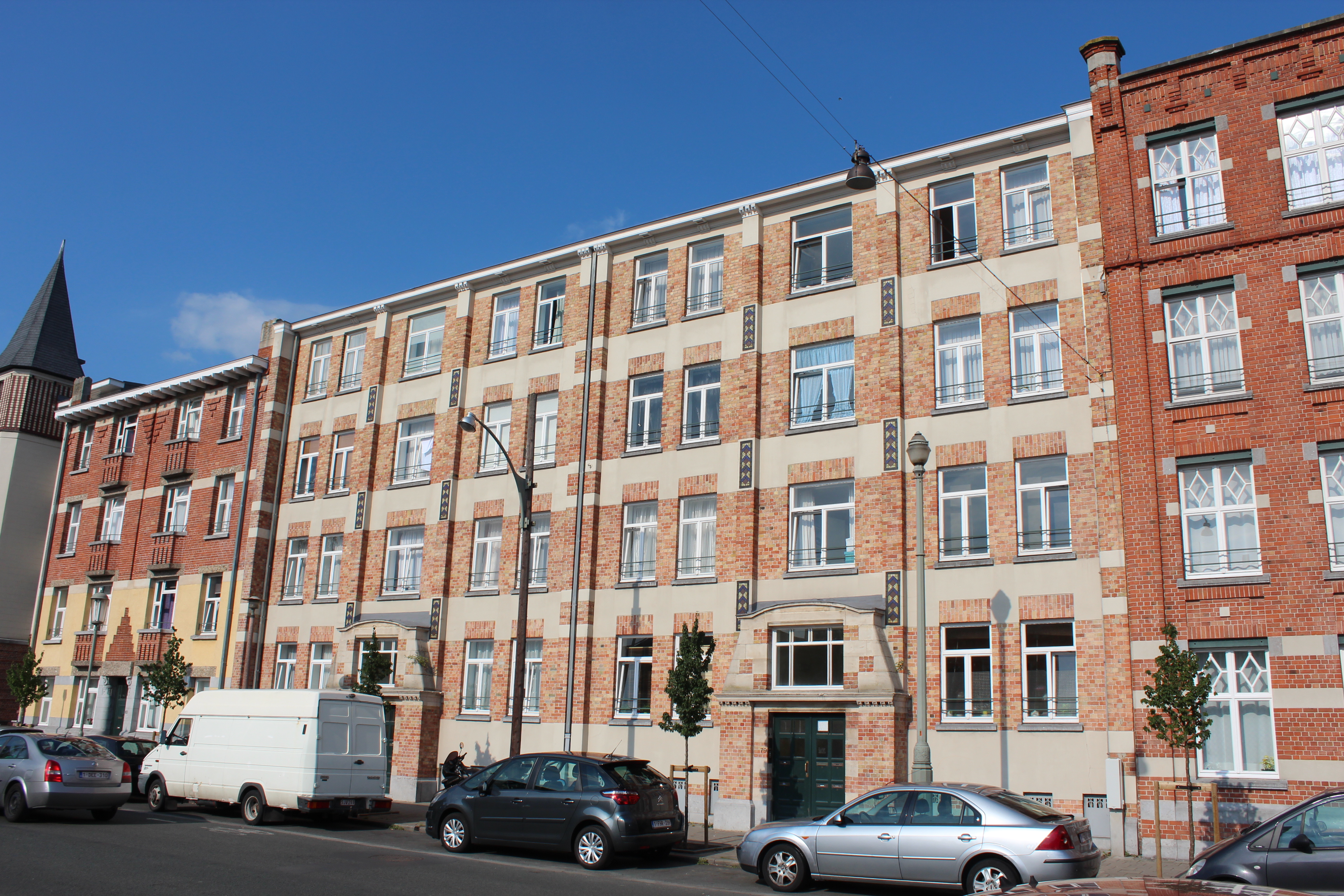
Sociale woningen Delvastraat
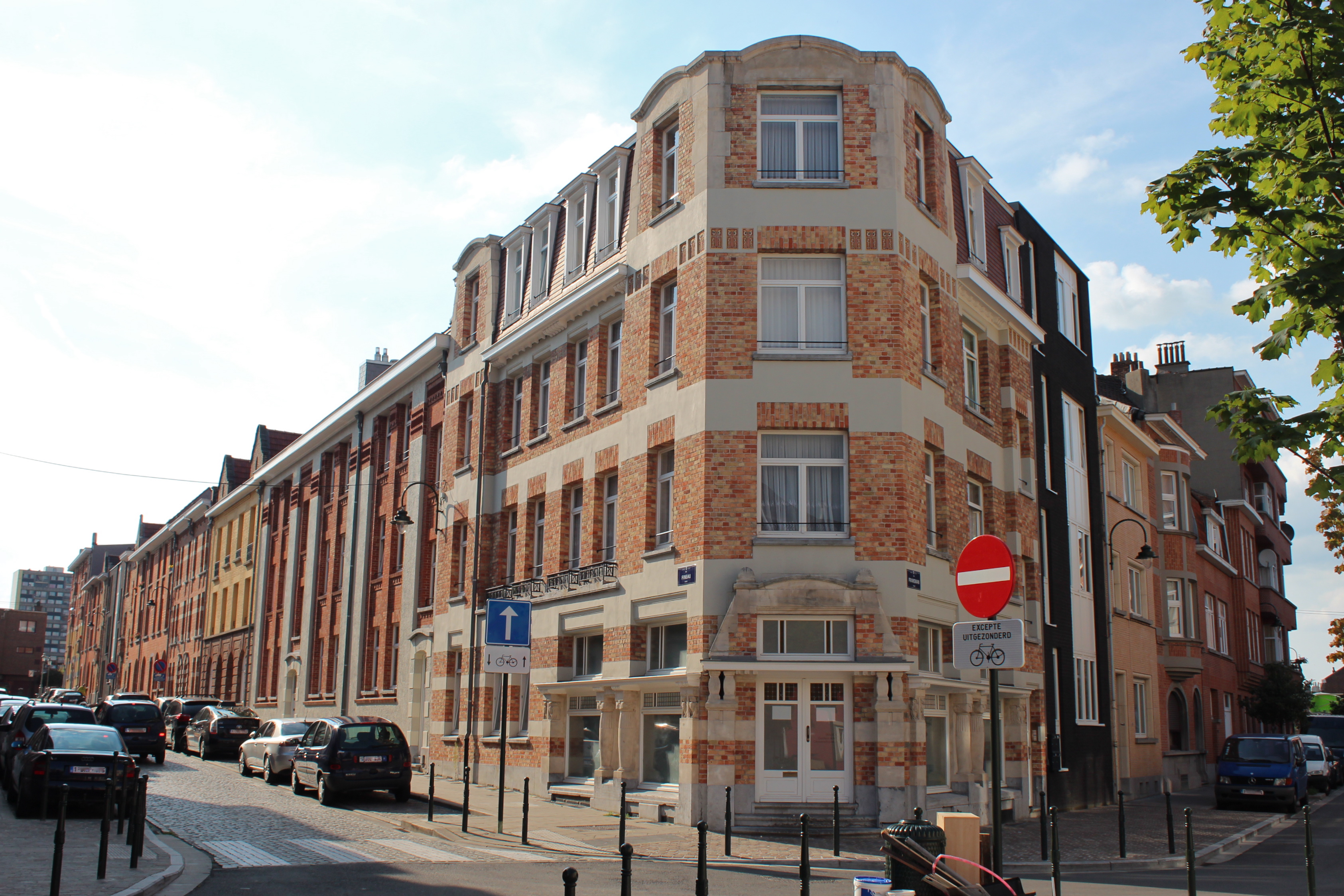
Sociale woningen Fransmanstraat
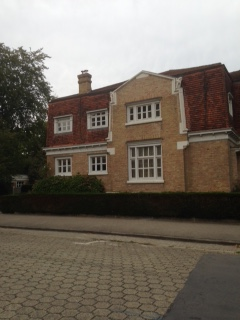
Beverlaai 10, Kortrijk
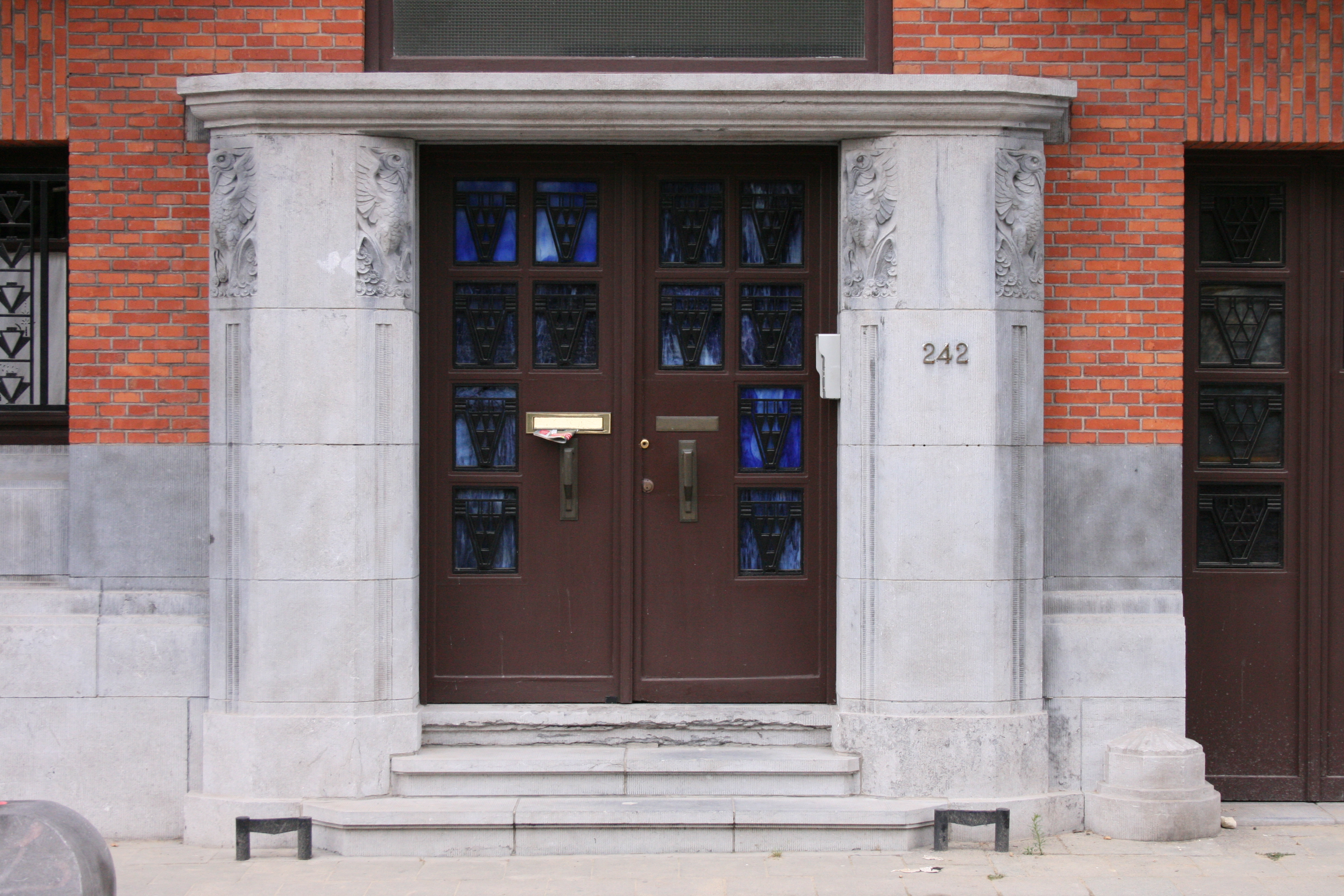
Lambermontlaan 242
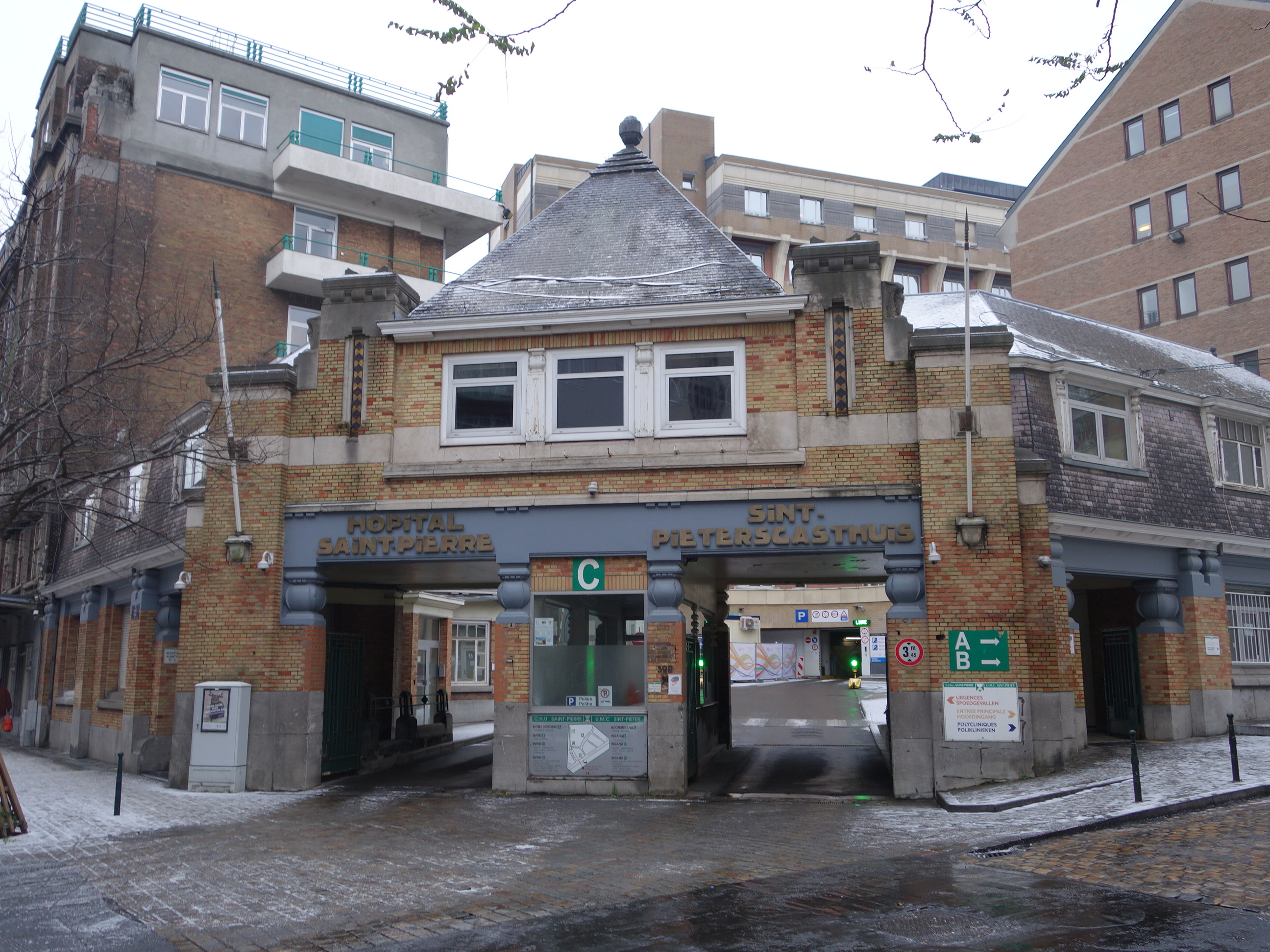
Sint-Pietersziekenhuis
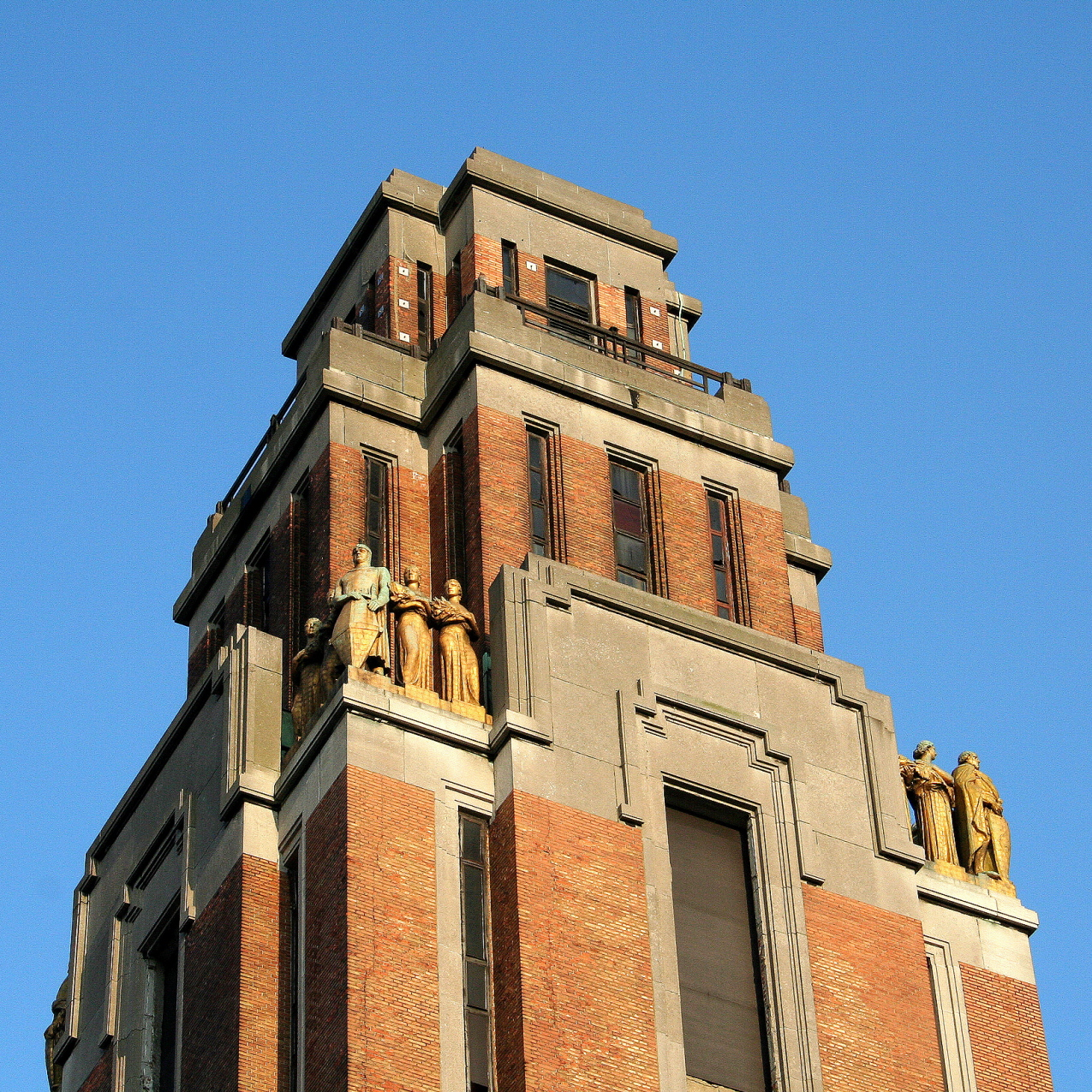
Gemeentehuis van Vorst

### Modernistische stijl
- 1920: Vorstse Steenweg 62-70, in Sint-Gillis
- 1936: Appartementsgebouw aan de Guldenvlieslaan 68
- 1936: Appartementsgebouw aan Jourdanstraat 43, in Sint-Gillis

### Eclectische stijl
- 1907-1909: "Chirurgisch instituut van dokter Jean Verhoogen" aan Maria-Theresiastraat, in Sint-Joost-ten-Node
- 1910: Jakob Jordaensstraat 15-17, in Brussel